# Second City Television
Pour les articles homonymes, voir SCTV (homonymie).
Second City Television (SCTV) était une série télévisée humoristique canadienne de la troupe The Second City, diffusée de 1976 à 1984 et créée par Bernard Sahlins et Andrew Alexander.

## Synopsis
La série a été connue sous différents noms :
- Second City TV (1976-1981) ;
- SCTV Network 90 (1981-1983) ;
- SCTV Channel (1983-1984).